# Revoir Paris
Revoir Paris è il secondo EP della cantante franco-statunitense Joséphine Baker, pubblicato nel 1957. Il direttore d'orchestra di tutti i brani è stato Jo Bouillon.

## Tracce
1. Revoir Paris
2. Paris Paris
3. Bahiana
4. Y A Pas Trois Moyens